# معركة هالن
معركة هالن (بالإنجليزية: Battle of Haelen)‏ كانت معركة بين سلاح الفرسان البلجيكي والألماني في بداية الحرب العالمية الأولى.